# Milvus aegyptius
Espèce
Milvus aegyptius, aussi appelé Milan à bec jaune, est une espèce d'oiseaux de la famille des Accipitridae. Elle était et est encore parfois considérée comme une sous-espèce du Milan noir (M. migrans).

## Répartition
Cet oiseau vit dans une grande partie de l'Afrique et sur Madagascar.

## Description

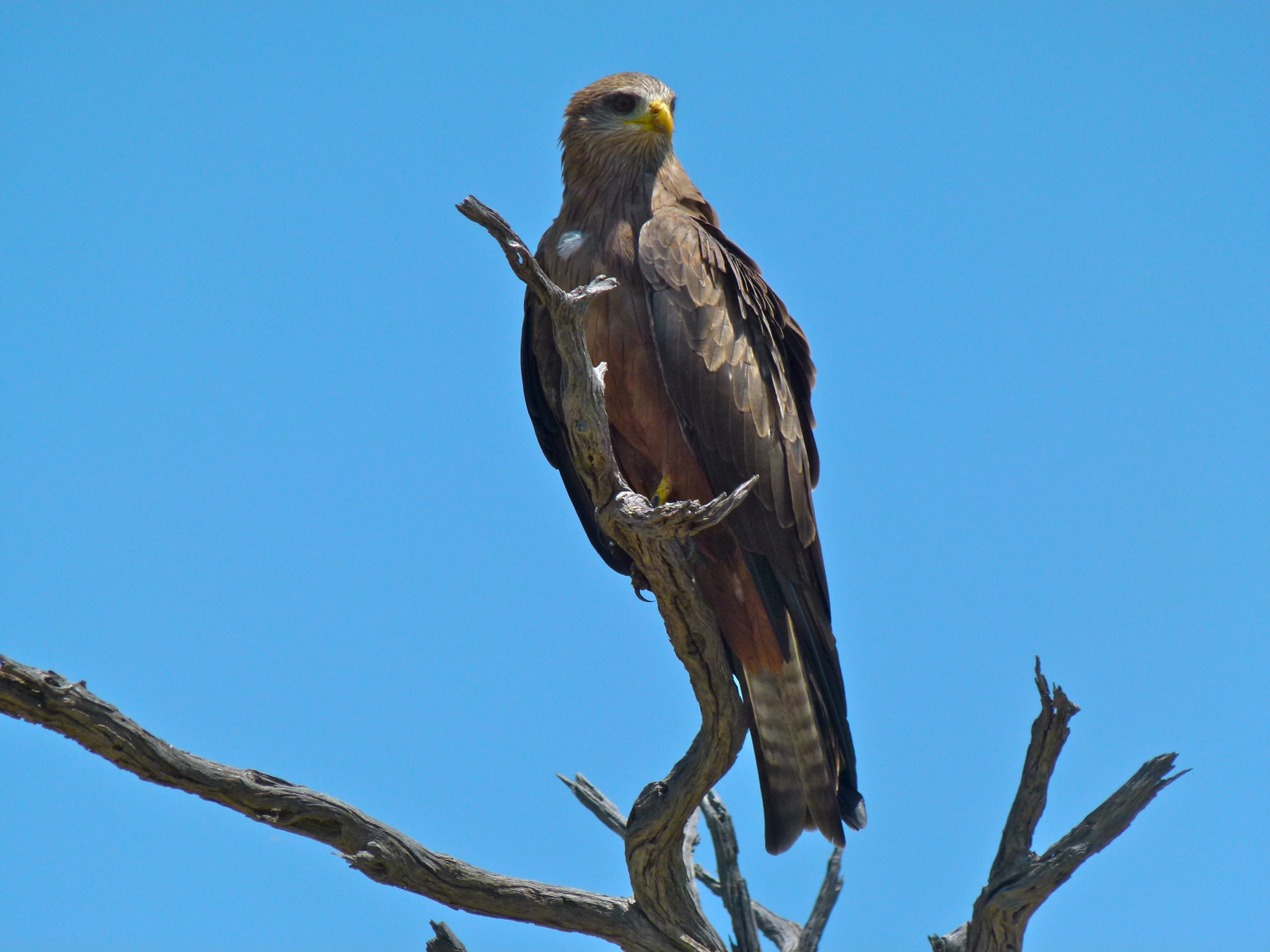
Milvus aegyptius (Parc transfrontalier de Kgalagadi, Afrique du Sud)

## Sous-espèces
D'après la classification de référence (version 14.1, 2024) de l'Union internationale des ornithologues, le Milan à bec jaune possède 2 sous-espèces (ordre philogénique) :
- Milvus aegyptius aegyptius (Gmelin, JF, 1788) : Égypte, nord-est de l'Afrique et sud-ouest de la péninsule arabique ;
- Milvus aegyptius parasitus (Daudin, 1800) : Afrique au sud du Sahara, Comores, Maldives.